# Nomaglio
Nomaglio (Nomaj in piemontese) è un comune italiano di 265 abitanti della città metropolitana di Torino in Piemonte. Posto sulle pendici del massiccio del Mombarone nella Valle della dora baltea in Canavese.

## Storia
Qui ebbero la propria sede gli antichi signori di Settimo Vittone gli (H)Enrico, feudatari di molti luoghi circostanti. Uno dei loro rami furono gli (H)Enrico di Giampietro soprannominati Giampietri o i Giampietro, conti di Montestrutto, Quincinetto, Tavagnasco e di Nomaglio, che si estinsero nel Settecento nei Mola di Beinasco, carignanesi, discendenti da Giacomo Mola, signore di Carmagnola (XII secolo), poi denominatosi Mola di Nomaglio.

### Simboli
Lo stemma e il gonfalone sono stati concessi con decreto del presidente della Repubblica n. 4142 del 15 settembre 1988.
Il gonfalone è un drappo di azzurro.

## Società

### Evoluzione demografica
Negli ultimi cento anni, a partire dal 1921, la popolazione residente è diminuita del 74 %.
Abitanti censiti

## Cultura

### Musei

#### Ecomuseo della Castagna
L'ecomuseo dispone di un antico Mulino ad energia idraulica, tuttora funzionante, utilizzato per la macina delle castagne da cui si ottiene la farina utilizzata per la produzione di prodotti gastronomici. Il sistema ecomuseale è completato da un percorso esterno segnalato che, partendo dalla piazza centrale del paese, sale ai castagneti da frutto dove è possibile vedere: castagni centenari, le antiche casette (benne) in cui si ritiravano le foglie, le ricciaie dove si smaltiscono i ricci vuoti e gli essiccatoi in campo, dove si trasformavano le castagne fresche in prodotto secco.
 Aderisce al progetto "Rete Museale AMI" () che prevede una valorizzazione e promozione del patrimonio museale dell'Anfiteatro Morenico d'Ivrea.

### Economia
Centro agricolo del Canavese, posto in posizione panoramica, sulle pendici della Serra morenica di Ivrea, una collina morenica, domina la Valle della Dora Baltea. Il territorio è ricco di castagneti, la coltivazione dei quali costituisce tuttora una risorsa economica rilevante a livello locale. 
Dalle castagne di Nomaglio e dalla loro farina (frutto della macinazione in un antico mulino locale), si ricavano vari prodotti squisiti e naturali; assai noti a livello locale sono le spugnole dei boschi di Nomaglio, i canestrelli di Nomaglio alla castagna, e i "Nomajòt", cioccolatini a forma e ripieni di castagna. Ai castagneti si affiancano, scendendo verso il fondovalle boschi cedui, pascoli (erano celebri, un tempo, i formaggi nomagliesi che su questi pascoli si producevano, seppur in piccole quantità) e frutteti.

## Amministrazione
Di seguito è presentata una tabella relativa alle amministrazioni che si sono succedute in questo comune.
| Periodo          | Periodo          | Primo cittadino          | Partito                    | Carica  | Note  |
| ---------------- | ---------------- | ------------------------ | -------------------------- | ------- | ----- |
| 12 giugno 1985   | 1º febbraio 1990 | Valter Allamanno         | Democrazia Cristiana       | Sindaco | [ 7 ] |
| 1º febbraio 1990 | 17 maggio 1990   | Ellade Giacinta Peller   |                            | Sindaco | [ 7 ] |
| 17 maggio 1990   | 24 aprile 1995   | Ellade Giacinta Peller   | -                          | Sindaco | [ 7 ] |
| 24 aprile 1995   | 14 giugno 1999   | Ellade Giacinta Peller   | -                          | Sindaco | [ 7 ] |
| 14 giugno 1999   | 14 giugno 2004   | Ellade Giacinta Peller   | lista civica               | Sindaco | [ 7 ] |
| 14 giugno 2004   | 8 giugno 2009    | Wilmer Cresto Miseroglio | lista civica               | Sindaco | [ 7 ] |
| 8 giugno 2009    | 26 maggio 2014   | Ellade Giacinta Peller   | lista civica               | Sindaco | [ 7 ] |
| 26 maggio 2014   | 27 maggio 2019   | Ellade Giacinta Peller   | lista civica Montagna viva | Sindaco | [ 7 ] |
| 27 maggio 2019   | in carica        | Ellade Giacinta Peller   | lista civica Montagna viva | Sindaco | [ 7 ] |

### Altre informazioni amministrative
Il comune faceva parte della Comunità montana Val Chiusella, Valle Sacra e Dora Baltea Canavesana.

## Galleria d'immagini

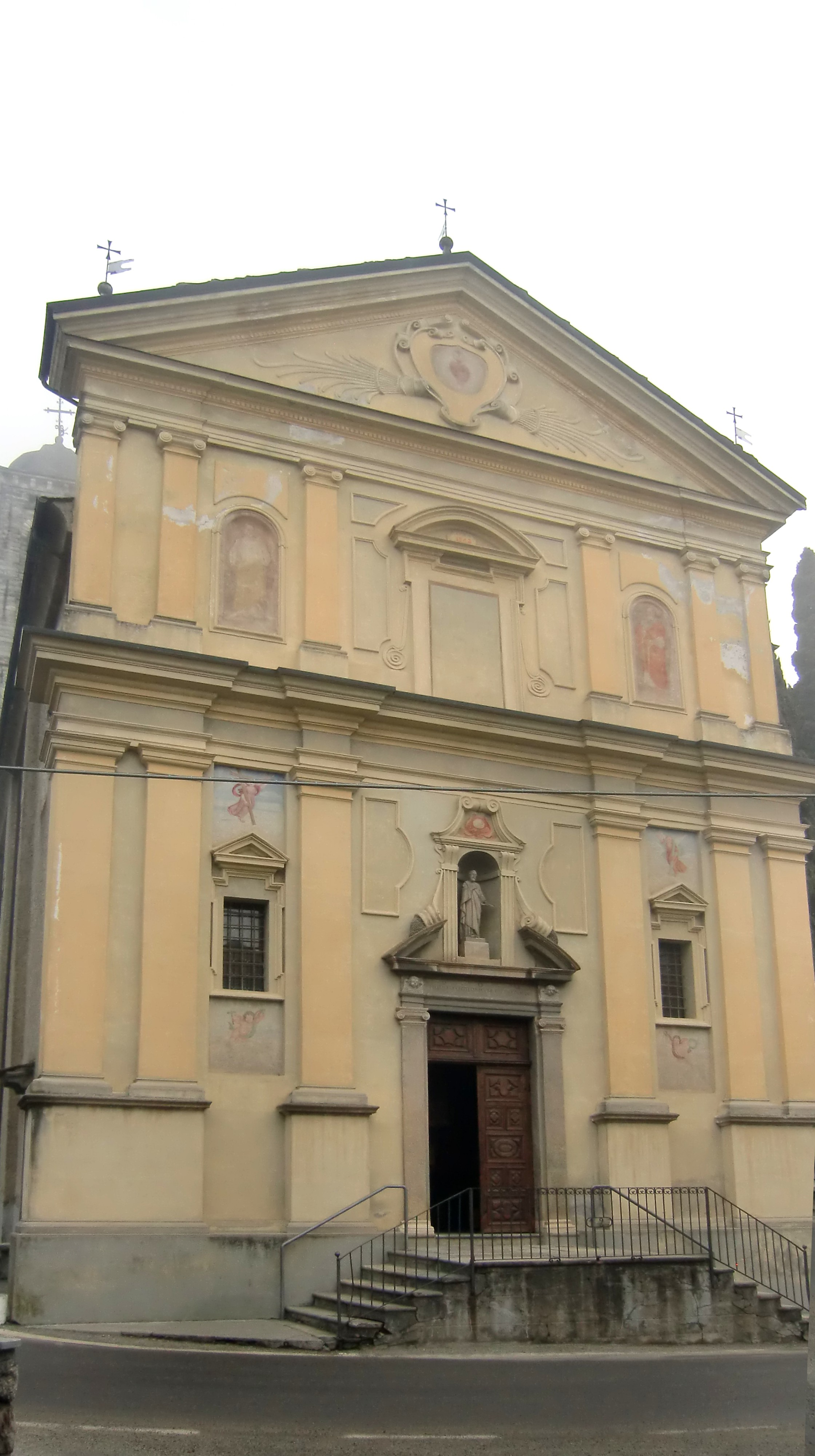
Facciata della parrocchiale dedicata a San Bartolomeo (XVII secolo)
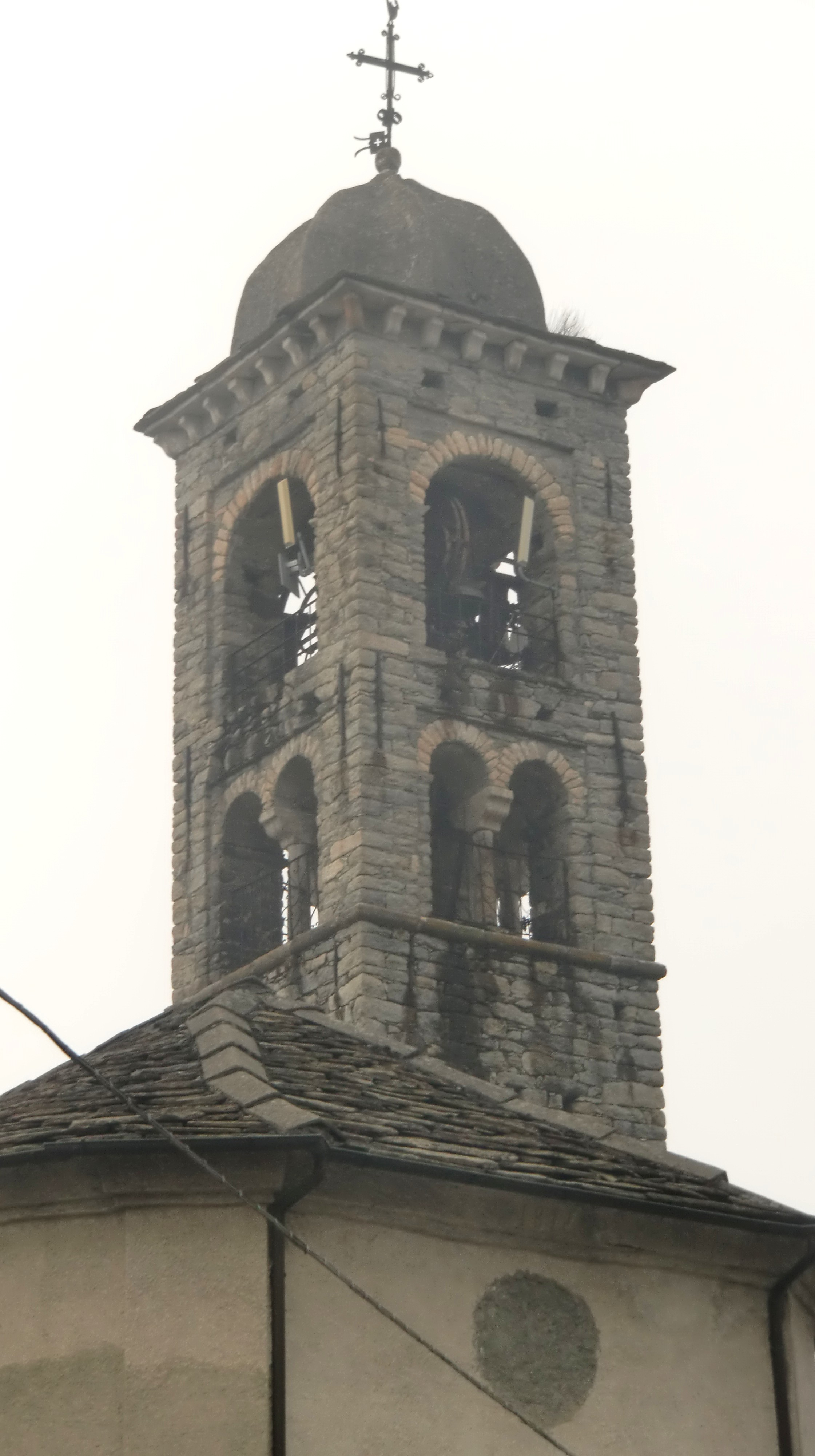
Campanile della parrocchiale
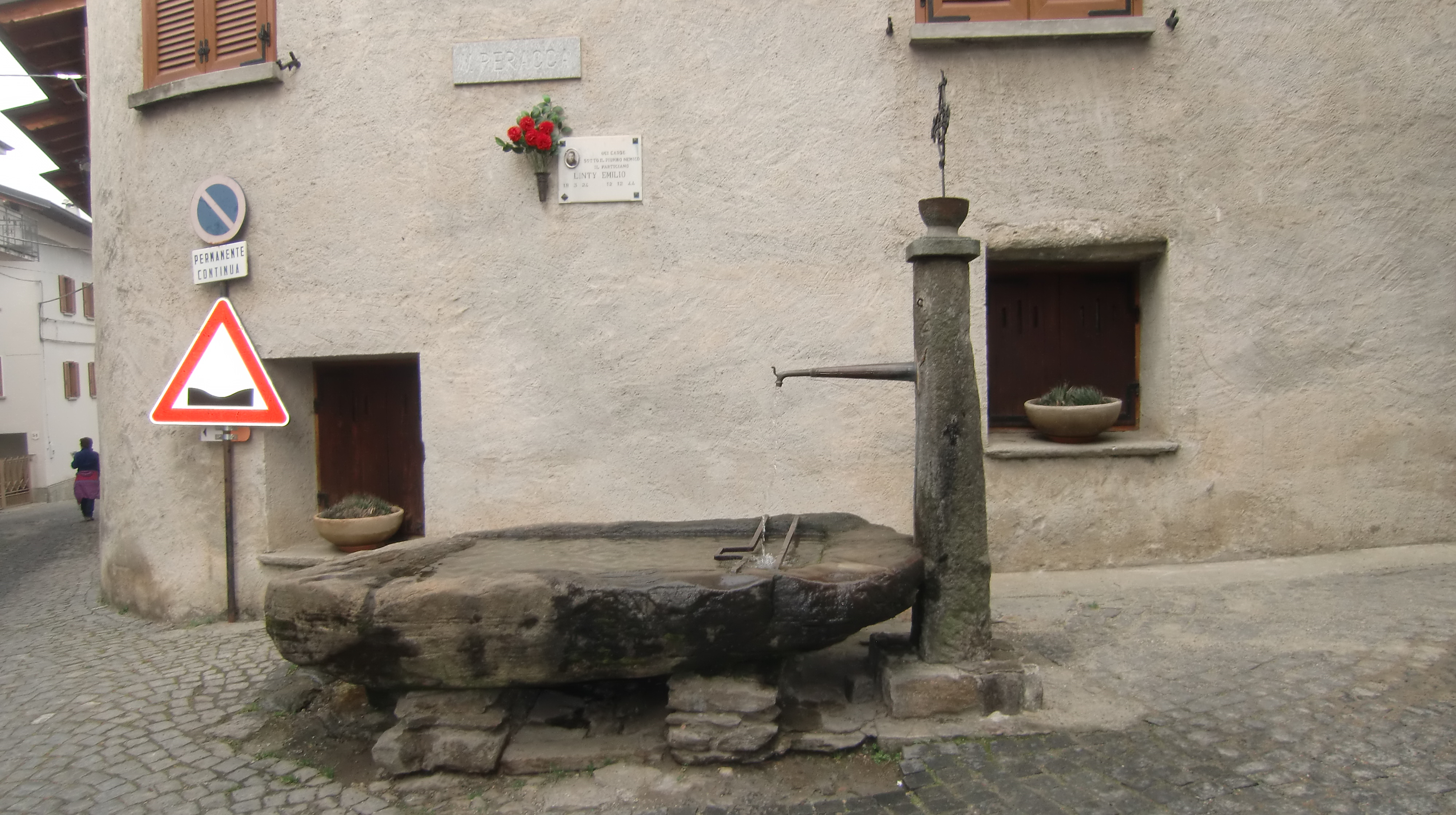
Fontana in pietra ("bôrnel")
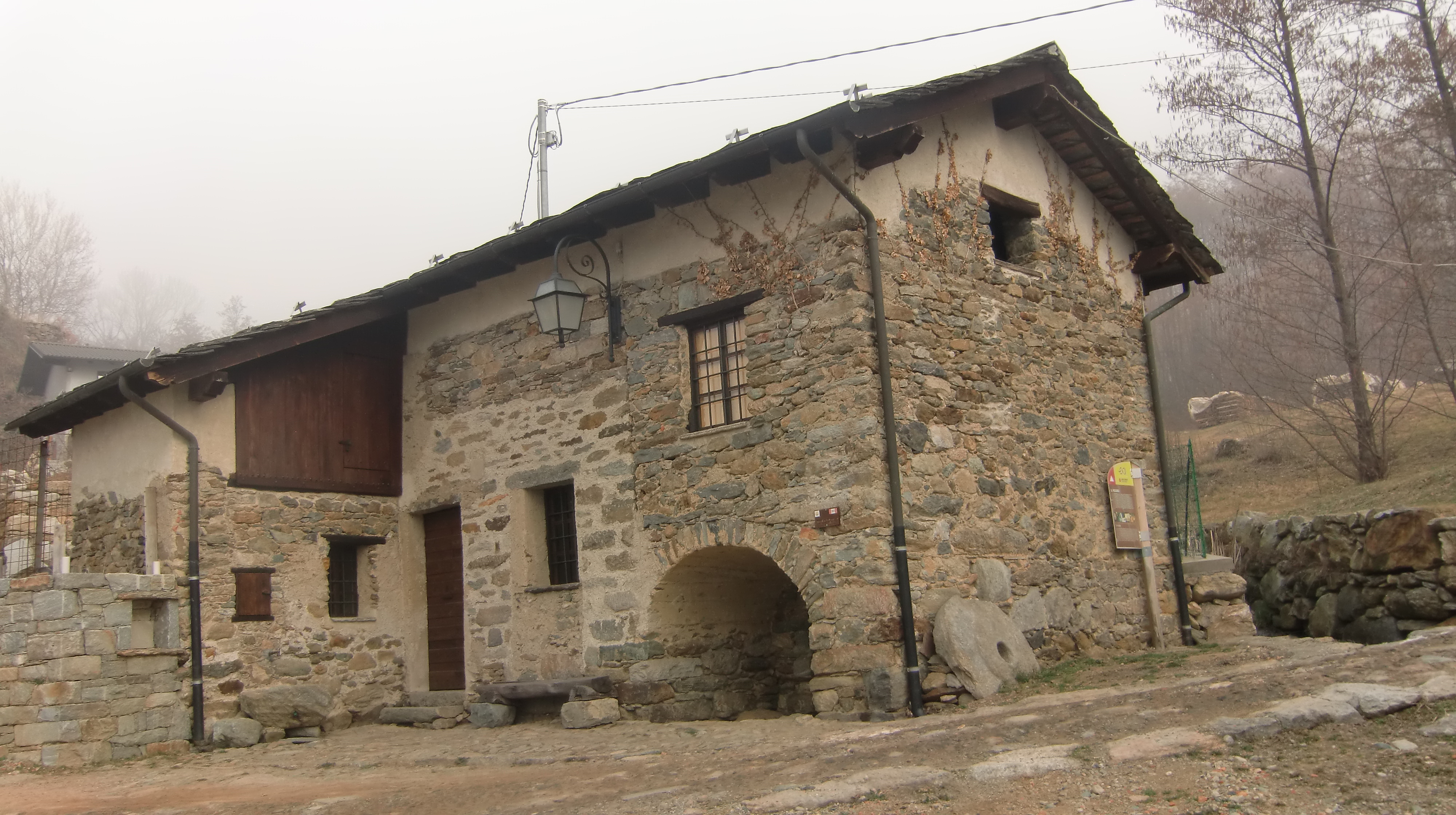
Mulino superiore di Nomaglio, sede dell'Ecomuseo della castagna